# زينب علي البحراني
زينب علي محمّد البحراني كاتبة وروائية سعودية من مواليد الخبر وتسكن مدينة الدمام.
نالت نصوصها القصصيّة الأولى حظّ الفوز والتّنويه في مجموعة من المُسابقات القصصيّة الشّبابيّة. لها نصوص قصصية منشورة على صفحات مجلة (أقلام جديدة) الأردنية، وأخرى في عدد من المجموعات القصصية المشتركة مع كتّاب آخرين حول الوطن العربي. نُشرت لها مجموعة من الاستطلاعات والتغطيات الإعلاميّة الثّقافيّة والمقالات الأدبيّة على صفحات جريدة الوطن البحرينيّة عام 2010م، والملحق الثقافي لصحيفة أخبار الخليج البحرينية، والملحق الثقافي لصحيفة اليمن اليوم بين عامي 2013م-2014م، عملت كمعدة مواد صحفية متنوعة بين مقالات وحوارات واستطلاعات لصالح مجلة “خليجيسك” الكويتية الإلكترونية، واستضافتها مجلة “سيدتي” لتصبح كاتبة في صفحة كاتب الشهر في عام 2016 م ومازالت مقالاتها تنشر بانتظام حتى اليوم على صفحات النسخة الورقية من مجلة “بوح القلم” الشهرية ، لها عدة مقالات في المجلة العربية، للكاتبة زاوية دائمة في النسخة الورقية العربية لمجلة «قود نيوز» الكندية بين عامي 2017 -2020م، ولها عدة مقالات في جريدة عكاظ وجريدة الرياض، وجريدة الصباحية.

## المؤلفات
- فتاة البسكويت/ مجموعة قصصيّة 2008م
- مذكرات أديبة فاشلة: شمس للنشر والإعلام، القاهرة 2011م
- على صليب الإبداع /عندما يفصح المبدعون عن أوجاعهم استطلاعات رأي صحفية عام 2012م
- كلام جريء في الحُب: (قيد النشر).
- رعاك الله أيّها المُغترِب: (قيد النشر).
- فاشلة تحت الصّفر (الجزء التّالي لمُذكّرات أديبة فاشلة): (قيد النشر).
- هل تسمح لي أن أحبك (رواية رومانسية صدرت طبعتها الأولى عام 2013 عن مؤسسة الدوسري للثقافة والإبداع)
- رواية لأني أحبها (رواية رومانسية عام 2017 م).
- منير المليونير (قصة أطفال عام 2019م)
- اعتراف أصغر من مشاعري (نصوص شعرية عام 2019 م).[4]

## وصلات خارجية
- زينب بنت علي البحراني.